# It's Christmas Live
It's Christmas Live es el primer álbum navideño en vivo de la banda de adoración australiana Planetshakers. Planetshakers Ministries International y Venture3Media lanzaron el álbum el 27 de noviembre de 2020. Este álbum en vivo es la versión de estudio It's Christmas que se lanzó el año pasado. Este álbum fue grabado en vivo frente a un auditorio abarrotado en Planetshakers Church antes de los cierres pandémicos, la grabación de producción completa y el video complementario fueron producidos, dirigidos y mezclados por Joth Hunt en Planetshakers Studios. El álbum está dirigido por Hunt y los líderes de adoración Rudy Nikkerud, Chelsi Nikkerud, Natalie Ruiz, Joe Vatucicila, Rachel Vatucicila, Kemara Fuimaono y Steve Sowden. La grabación también cuenta con un coro de 59 voces y varios músicos de batería, guitarra, bajo y teclado.

## Listado de canciones

### It's Christmas[7]
| No.             | Título                                | Escritor(es)                                                      | Líderes de adoración                       | Duración |
| --------------- | ------------------------------------- | ----------------------------------------------------------------- | ------------------------------------------ | -------- |
| 1.              | "Angels We Have Heard On High (Live)" | Joth Hunt                                                         | Joth Hunt / Kemara Fuimaono                | 3:11     |
| 2.              | "Joy To The World (Live)"             | George Frederic Handel / Isaac Watts / Joth Hunt                  | Andy Harrison                              | 2:43     |
| 3.              | "It's Christmas (Live)"               | Joth Hunt / Sam Evans                                             | Joth Hunt                                  | 3:33     |
| 4.              | "The First Noel (Live)"               | Joth Hunt / Rachel Vatucicila                                     | Kemara Fuimaono / Rachel Vatucicila        | 3:04     |
| 5.              | "Silent Night (Live)"                 | Franz Xaver Gruber / John Freeman Young / Joseph Mohr / Joth Hunt | Chelsi Nikkerud / Joth Hunt                | 3:44     |
| 6.              | "All Glory (Live)"                    | Joth Hunt                                                         | Joth Hunt                                  | 5:06     |
| 7.              | "Hark (Live)"                         | Charles Wesley / Felix Mendelssohn / Joth Hunt                    | Joth Hunt                                  | 3:13     |
| 8.              | "O Holy Night (Live)"                 | Adolphe Charles Adam / John S. Dwight / Joth Hunt                 | Joth Hunt                                  | 7:15     |
| 9.              | "Light Of The World (Live)"           | Joth Hunt                                                         | Rudy Nikkerud / Joe Vatucicila             | 3:20     |
| 10.             | "The Prayer (Live)"                   | David Foster / Carole Bayer Sager / Alberto Testa / Tony Renis    | Natalie Ruiz / Steve Sowden                | 4:03     |
| 11.             | "O Come All Ye Faithful (Live)"       | Joth Hunt / C. Frederick Oakeley / John Francis Wade              | Chelsi Nikkerud / Natalie Ruiz / Joth Hunt | 4:27     |
| Duración Total: | Duración Total:                       | Duración Total:                                                   | Duración Total:                            | 44:00    |